# Lophornis magnificus
La coqueta magnífica (Lophornis magnificus) es una especie de ave apodiforme de la familia Trochilidae (los colibríes), perteneciente al género Lophornis. Es endémica del centro oriental de Brasil.

## Distribución y hábitat
Se distribuye por el este, centro oeste y sur de Brasil desde Bahía al sur hasta Santa Catarina y hacia el oeste hasta el sur de Mato Grosso, Mato Grosso do Sul, Tocantins y Goiás; irregularmente al norte hasta Alagoas y Pernambuco.
Esta especie es considerada común pero local, en sus hábitats naturales: los bordes de selvas húmedas, crecimientos secundarios, plantaciones de café y cerrados, hasta los 1000 m de altitud.

## Descripción
Mide en promedio 6,8 cm de longitud. Su pico es recto, de color rosado aunque la punta es más oscura. Es en general de un color verde brillante aunque en la zona del obispillo las plumas son blancas. En la cabeza aparece un penacho de plumas color castaño rojizo a anaranjado; en la garganta presenta plumas blancas manchadas de verde en el extremo. La cola es de color similar al del penacho, aunque las centrales son de color verde. Las hembras poseen un plumaje más críptico y carecen de la ornamentación de los machos, que durante el cortejo erizan las plumas del penacho y del pecho para llamar la atención de las hembras.

## Comportamiento

### Alimentación
Se alimenta del néctar de flores y también de pequeños insectos que captura desde perchas a unos dos a cinco metros del suelo.

### Reproducción
Su nido en formato de pequeña taza es construido con pajitas, líquenes, musgos y telarañas, colocado en ramas de arbustos o pequeños árboles a dos a cinco metros del suelo. La puesta es de dos huevos que miden 12 x 8mm; la incubación, hecha únicamente por la hembra dura de doce a trece días y los polluelos abandonan el nido veinte días después de la eclosión.

### Vocalización
Es silencioso la mayor parte del tiempo. Mientras se alimenta emite un corto «tsip». Mientras flota en el aire, las alas hacen un sonido como de abejas.

## Sistemática

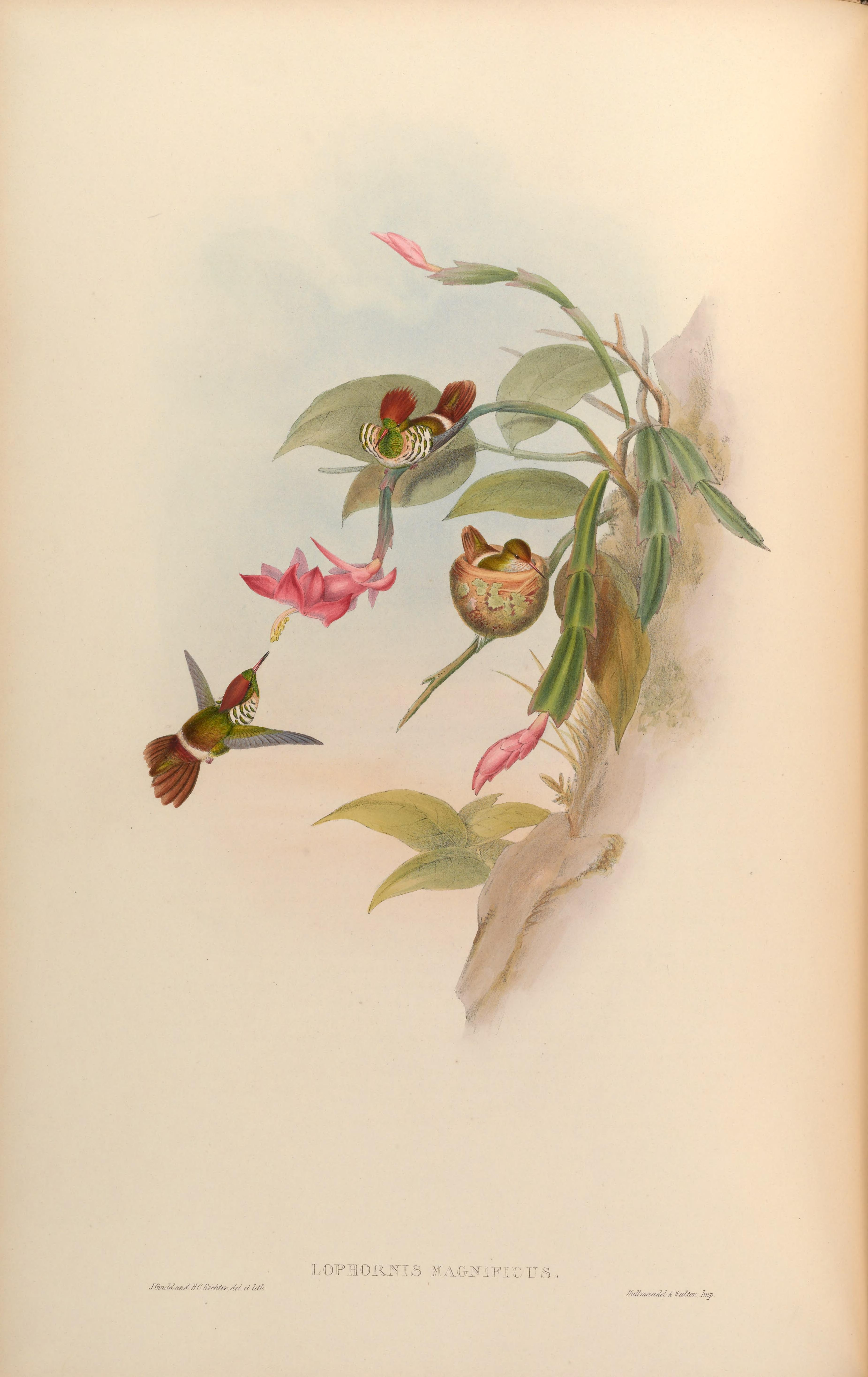
Lophornis magnificus ilustración de Gould y Richter en A monograph of the Trochilidae, or family of humming-birds 3, 1861.

### Descripción original
La especie L. magnificus fue descrita por primera vez por el naturalista francés Louis Pierre Vieillot en 1817 bajo el nombre científico Trochilus magnificus; su localidad tipo es: «Brasil».

### Etimología
El nombre genérico masculino «Lophornis» se compone de las palabras del griego «lophos» que significa ‘cresta, tufo’, y «ornis» que significa ‘pájaro’; y el nombre de la especie «magnificus», en latín significa ‘magnífico’, ‘espléndido’.

### Taxonomía
Es monotípica.